# ژانگ گولی
ژانگ گولی (چینی: 張國立؛ زادهٔ ۱۷ ژانویهٔ ۱۹۵۵) بازیگر و کارگردان فیلم است که برنده جایزه اسپاراهای پران، جایزه تلویزیونی عقاب زرین چین و جایزهٔ جشنواره تلویزیونی شانگهای شد.
از فیلم‌ها یا برنامه‌های تلویزیونی که وی در آن نقش داشته‌است، می‌توان به بازگشت به ۱۹۴۲، تأسیس جمهوری و کونگ فو یوگا اشاره کرد.